# ثلاثة ملوك (فلم)
ثلاثة ملوك (بالإنجليزية: Three Kings) تم تصويره عام 1999 الفلم من بطولة جورج كلوني ومارك والبيرغ وآيس كيوب تصور أحداثه ثلاثة جنود يذهبون إلى جنوب العراق بعد نهاية الحرب عام 1991 لأخذ ذهب أخذه جنود الرئيس العراقي صدام حسين من الكويت بعد الحرب, ولكنهم يقومون بمساعدة الثوار العراقيين ضد نظام صدام حسين للهروب من العراق ويقومون بتوزيع الذهب لهم بعد أن يحصلون عليه ويدخلون في اشتباكات مع جنود صدام ويموت أحدهم ويطلب أن يدفن في العراق وشارك في هذا الفيلم ممثلون عراقيون من بينهم الممثل العراقي قائد النعماني .

## تصوير الفيلم
صورت الفيلم في ولاية أريزونا ، وعملية إطلاق النيران في المشهد السينمائي في المكسيك.

## وصلات خارجية
- مقالات تستعمل روابط فنية بلا صلة مع ويكي بيانات

1. ↑   نسخة محفوظة 23 مايو 2019 على موقع واي باك مشين.
2. ↑   نسخة محفوظة 31 يوليو 2008 على موقع واي باك مشين.
3. ↑   نسخة محفوظة 7 مارس 2016 على موقع واي باك مشين.